# Walki o Warszawę (1945)
Walki o Warszawę – walki toczone w dniach 16–17 stycznia 1945 roku o Warszawę, podczas II wojny światowej w czasie operacji wiślańsko-odrzańskiej.

## Opis
14 stycznia 1945 wojska 1 Frontu Białoruskiego rozpoczęły operację warszawską, stanowiącą część operacji wiślańsko-odrzańskiej. 61 Armia nacierała z przyczółka warecko-magnuszewskiego, 47 Armia 15 stycznia z rejonu Jabłonny na Leszno, a 2 Armia Pancerna z rejonu Warki na Grójec. 1 Armia Wojska Polskiego do 17 stycznia była w drugim rzucie. Plan operacji przewidywał oskrzydlenie warszawskiego zgrupowania Niemców pod Błoniem. 1 Armia WP miała nacierać 17 stycznia, gdy zostanie zamknięty pierścień okrążenia z zadaniem wyzwolenia Warszawy. Koncentryczne uderzenie 1 Frontu Białoruskiego na Błonie zagroziło okrążeniem wojsk niemieckich broniących Warszawy. Miasta broniły siły doraźne zorganizowane w Dywizję Forteczną Warszawa. Dowódcą obrony Warszawy był generalmajor Hellmuth Eisenstuck. Mógł on korzystać ze wsparcia 46 Korpusu Pancernego dyslokowanego na zachód od miasta. W odwodzie operacyjnym w rejonie Sochaczewa znajdowała się 391 Dywizja Ochrony, w rejonie Włoch 236 Dywizja Piechoty. Obrona Warszawy składała się z dwóch pierścieni: zewnętrznego 44 km i wewnętrznego 19 km. 28 września 1944 Warszawa została ogłoszona przez Naczelne Dowództwo Wojsk Lądowych (OKH) Wehrmachtu twierdzą i została włączona wraz z rejonem warszawskim w system obrony Wisły.
Do 16 stycznia 1945 1 Armia Wojska Polskiego zajmowała pozycje obronne od Jabłonny do Karczewa. Zgrupowanie uderzeniowe 1 Armii WP składało się z następujących sił: 
- 1 Dywizja Piechoty,
- 3 Dywizja Piechoty i 4 Dywizja Piechoty,
- 1 Brygada Pancerna im. Bohaterów Westerplatte,
- 1 Samodzielna Brygada Kawalerii,
- 4 Pułk Czołgów Ciężkich,
- 13 Pułk Artylerii Pancernej,
- 1 Warszawska Brygada Saperów,
- 3 Brygada Pontonowo-Mostowa, przy wsparciu 1 Brygady Artylerii Armat, 5 Brygady Artylerii Ciężkiej, 2 Brygady Artylerii Haubic, 4 Brygady Artylerii Pancernej, 1 Pułku Moździerzy, miała wykonywać uderzenie od południa z rejonu Góry Kalwarii.

Z rejonu Legionowa miała nacierać 2 Dywizja Piechoty wsparta 3 Brygadą Artylerii Haubic. Centrum ugrupowania stanowiła 6 Dywizja Piechoty z 1 Brygadą Kawalerii i batalionem rozpoznawczym, dyslokowana na Pradze, z zadaniem wiązania sił nieprzyjaciela od czoła.
Koncentryczne uderzenie 1 Frontu Białoruskiego na Błonie groziło okrążeniem wojsk niemieckich broniących rejonu Warszawy. Obrona niemiecka już 14 stycznia została przerwana. Z rejonów włamania sowieckie armie wchodziły na tyły zgrupowania obronnego. Dowództwo OKH, w obawie przed okrążeniem i zniszczeniem sił, wydało rozkaz wycofania na kolejną rubież obrony. 16 stycznia rano Grupa Armii A odeszła na tyłową rubież znad Wisły i Narwi. Aż do 16 stycznia nie było wiadomo, czy Niemcy będą bronić Warszawy. W mieście pozostało około czterech batalionów ochronnych.
16 stycznia o 15:00, po uzyskaniu wiadomości o wycofujących się z Warszawy Niemcach, z Rejonu Jabłonny na Kępę Kiełpińską uderzyła 2 Dywizja Piechoty, uchwyciła przyczółek i rozpoczęła przesuwanie w kierunku północnych dzielnic lewobrzeżnej Warszawy. Pod koniec dnia oddziały 2 Dywizji Piechoty osiągnęły rubież: Dąbrowa, Pancerz, Buraków Mały. 1 Brygada Kawalerii sforsowała Wisłę w rejonie Karczewa i uchwyciła przyczółek. W nocy z 16 na 17 stycznia siły główne 1 Armii WP przeprawiły się na zachodni brzeg Wisły na odcinku między Górą Kalwarią a Magnuszewem i o świcie podjęły natarcie na Warszawę. W nocy z Pragi rozpoczęła natarcie 6 Dywizja Piechoty forsując Wisłę i wyparła Niemców z centrum. Około 10:00 włączyła się do walki w mieście 2 Dywizja Piechoty, która w rejonie Ogrodu Saskiego połączyła się z 6 Dywizją Piechoty. Do 16:00 Warszawa była wolna. Wieczorem 17 stycznia do miasta dotarły siły główne 1 Armii WP nacierające od zachodu i południa. 
Podczas zajmowania kolejnych kwartałów miasta doszło do potyczek m.in. w rejonie Lasku Bielańskiego, Cytadeli, Dworca Głównego i na skrzyżowaniu Alei Jerozolimskich i Nowego Światu.
Wycofanie z Warszawy niemieckich jednostek pancernych i Dywizji Fortecznej pozwoliło 1 Armii WP szybko i z niewielkimi stratami opanować miasto. 2 i 6 Dywizja Piechoty, które miały wykonywać uderzenia pomocnicze, wykonały uderzenie rozstrzygające.
Straty 1 Armii WP w opanowaniu Warszawy to 275 poległych, zaginionych i rannych, z tego około 110 zabitych w tym około 60 od min. W całej operacji warszawskiej 1 Armia WP straciła 10 537 żołnierzy w tym 3116 zabitych.
Dekretem z dnia 21 listopada 1945 Rada Ministrów RP ustanowiła Medal za Warszawę 1939–1945, którym odznaczono około 135 tysięcy osób. Nadawanie medalu zakończono 8 maja 1999. Dekretem Prezydium Rady Najwyższej ZSRR z 9 czerwca 1945 ustanowiono Medal „Za wyzwolenie Warszawy”. Odznaczono nim 628 tysięcy sowieckich i polskich osób. 70 sowieckim i 12 polskim związkom taktycznym i jednostkom władze sowieckie nadały tytuł „warszawski”.
Walki żołnierzy polskich o Warszawę zostały upamiętnione na Grobie Nieznanego Żołnierza w Warszawie, napisem na jednej z tablic po 1945 „WARSZAWA 16–17 I 1945”.

## Galeria

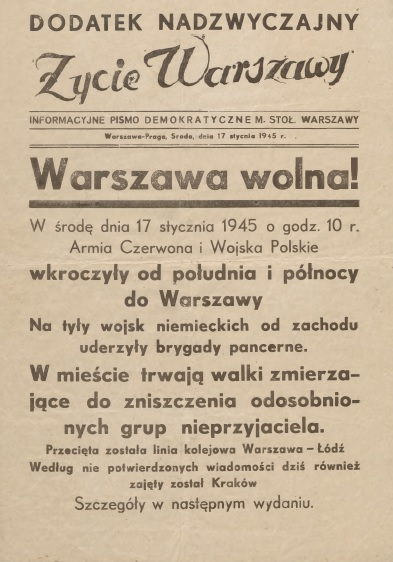
Dodatek nadzwyczajny „Życia Warszawy” z 17 stycznia 1945
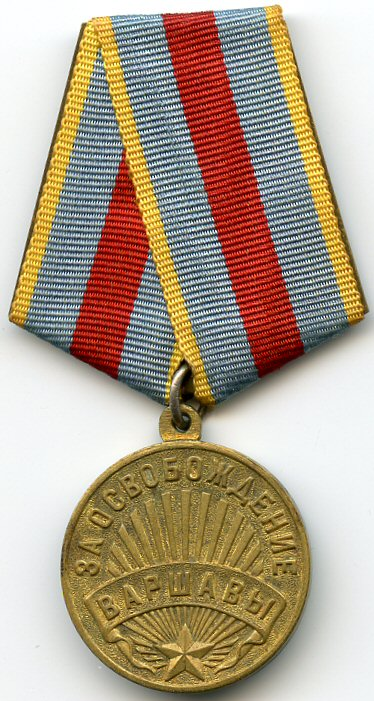
Radziecki Medal „Za wyzwolenie Warszawy”
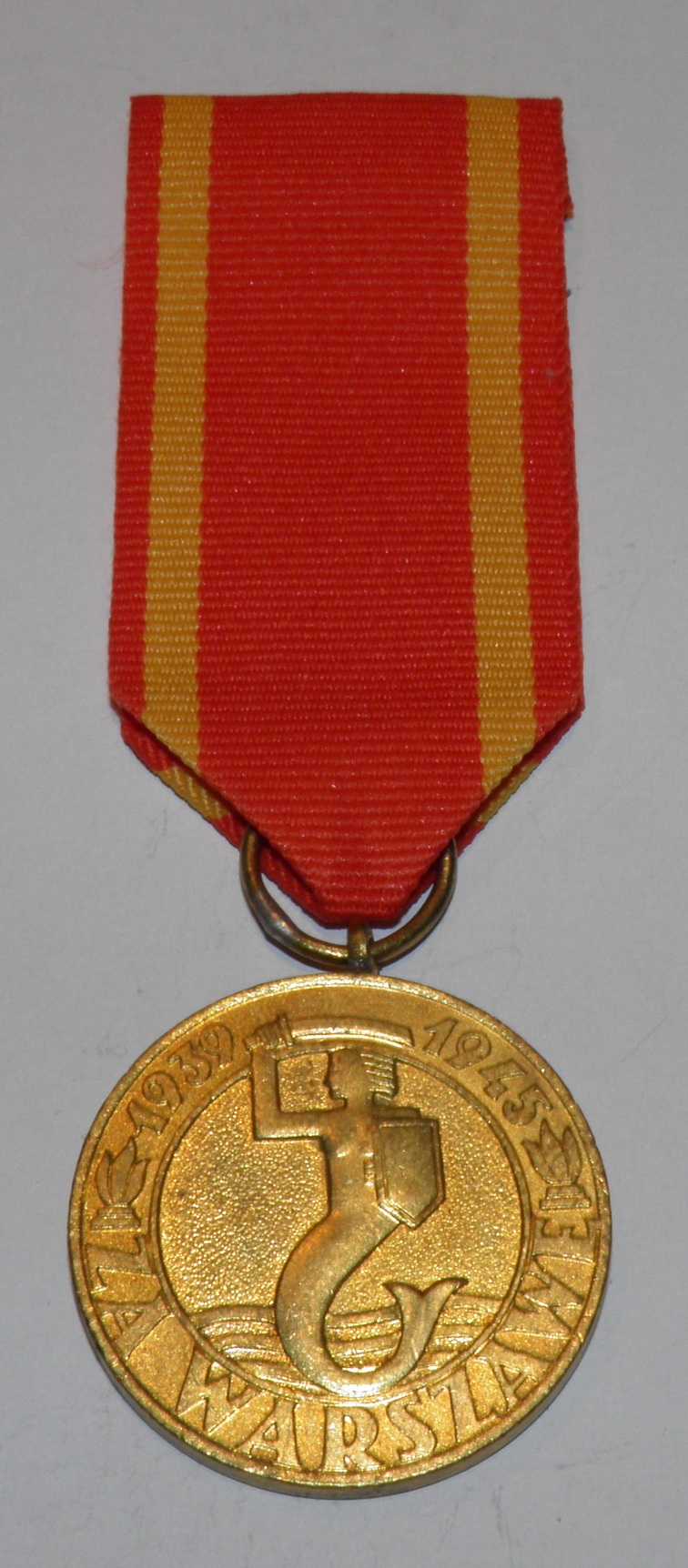
Polski Medal za Warszawę 1939–1945
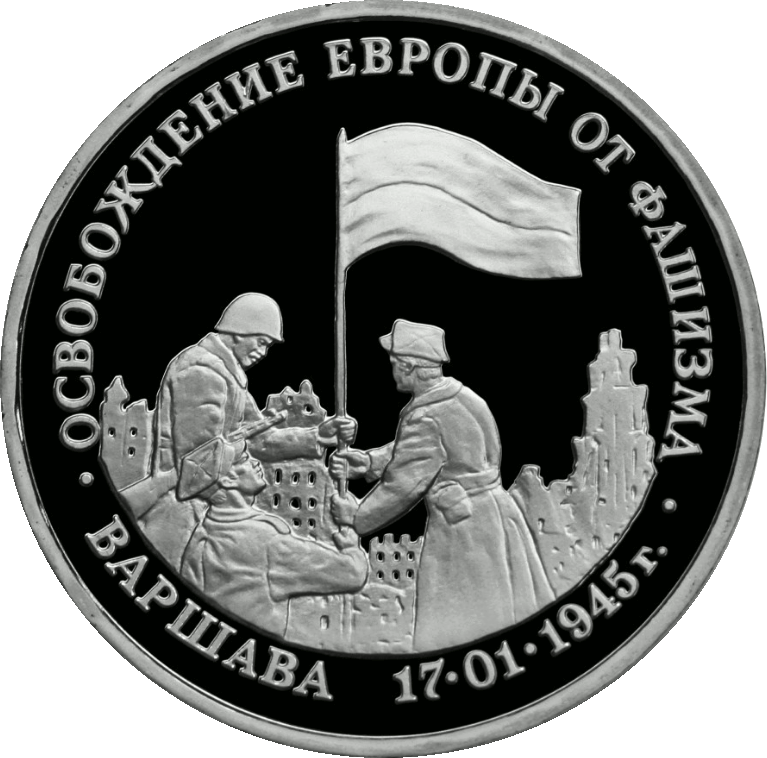
Moneta okolicznościowa Centralnego Banku Rosji wybita w 1995 z okazji 50-lecia wyzwolenia Warszawy spod okupacji niemieckiej